# Тимофіїв (хутір)
Тимофіїв (рос. Тимофеев) — хутір в Обоянському районі Курської області Російської Федерації.
Населення становить 4 особи. Входить до складу муніципального утворення Рудавська сільрада.

## Історія
Населений пункт розташований на території українського етнічного та культурного краю Східна Слобожанщина.
Від 2004 року входить до складу муніципального утворення Рудавська сільрада.

## Населення
| 2002 | 2010 |
| ---- | ---- |
| 4    | →4   |